# Ласло Ваднай
Ласло Ваднай (угор. Vadnay László; 12 червня 1898, Ужгород, Австро-Угорщина — ?) — угорський спортивний стрілець. Брав участь в Олімпійські іграх 1936 року, у швидкій стрільбі на дистанції 25 метрів.